# Gérardmer

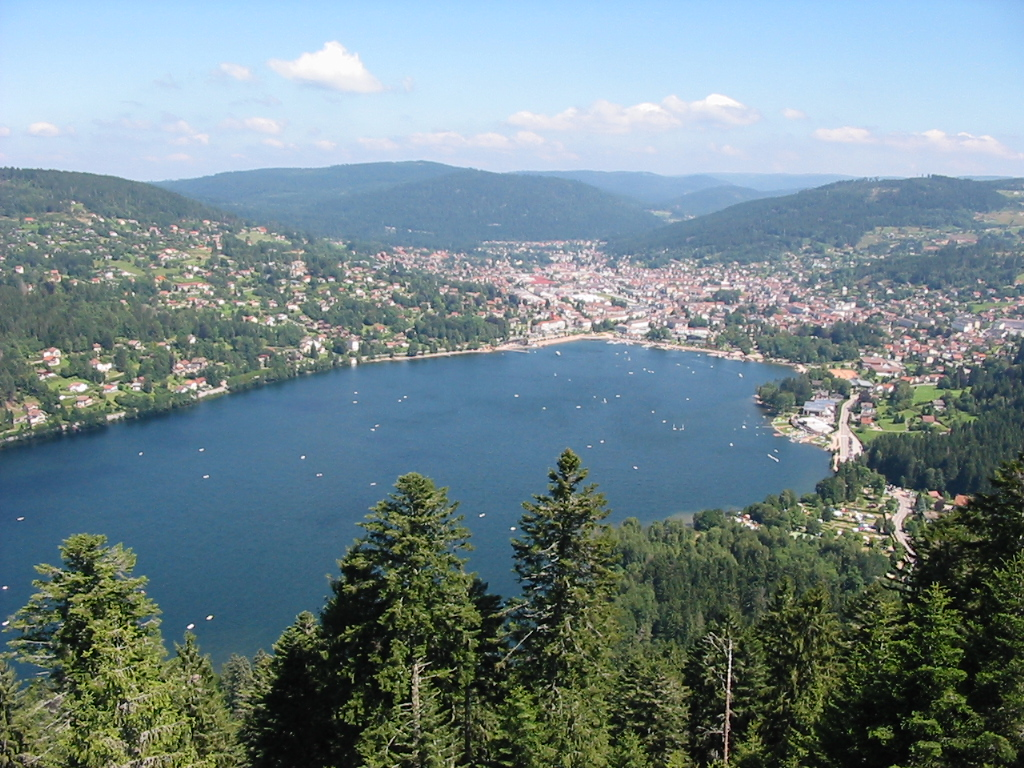
Blick auf Stadt und See

Gérardmer [ʒeʀaʀˈme] (deutsch Gerdsee, mittelalterlich Geroldsee) ist eine französische Gemeinde im Département Vosges in der Region Grand Est (bis 2015 Lothringen). Mit 7.685 Einwohnern (Stand 1. Januar 2022) ist Gérardmer die fünftgrößte Gemeinde des Départements. Sie gehört zum Arrondissement Saint-Dié-des-Vosges und ist Hauptort (chef-lieu) des Kantons Gérardmer.

## Geografie
Die Stadt liegt am Ufer des Lac de Gérardmer im waldreichen Gebiet der südwestlichen Vogesen. Die Fläche des Stadtgebiets beträgt 54,78 km², davon sind 37,21 km² bewaldet. Die Stadt zieht sich vom Tal der Vologne, die aus dem Lac de Gérardmer abfließt, die Bergkämme hoch. Im Süden verläuft das Flüsschen Bouchot. Das Gemeindegebiet gehört zum Regionalen Naturpark Ballons des Vosges.
Zu Gérardmer gehören die Ortsteile Kichompré, Le Kertoff, La Haie-Griselle, Les Xettes, Le Costet-Beillard, La Rayée und La Goutte du Chat.
Nachbargemeinden von Gérardmer sind Granges-Aumontzey, Barbey-Seroux und Arrentès-de-Corcieux im Norden, Gerbépal im Nordosten, Xonrupt-Longemer im Osten, La Bresse und Rochesson im Süden, Sapois im Südwesten, Le Tholy im Westen sowie Liézey im Nordwesten.

## Geschichte

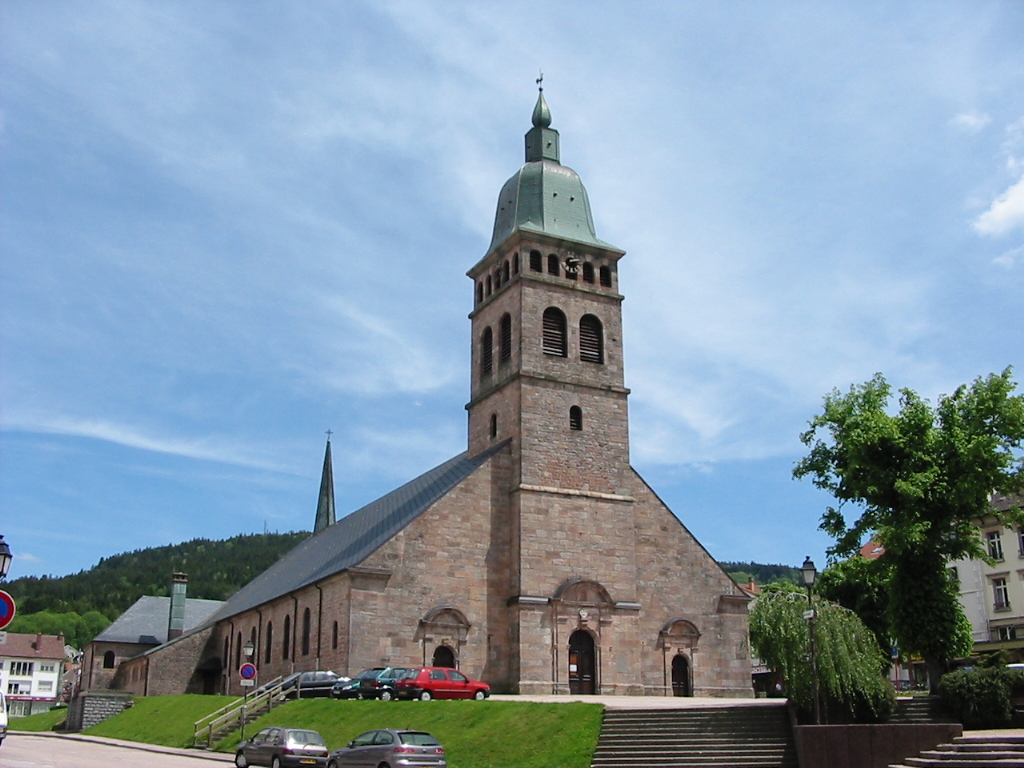
Kirche Saint-Barthélémy in Gerardmer

Der Ort wurde im 13. Jahrhundert gegründet und 1285 erstmals erwähnt (Geramer). Es wurde vermutet, er sei nach Gerhard von Elsass (frz. Gérard d’Alsace, 1030–1070) benannt. Tatsächlich steckt im Bestimmungswort der Name Giraud/Gerold, im Grundwort moué (von lat. mansus, ‚Hufe‘). Der Ortsname variierte im Lauf der Jahrhunderte häufig, so z. B. zu Giramoix  (1343), Geroltzsee (1484), Gyraulmey (1556), Jerosmé (1663). Seit 1779 wird die heutige Form verwendet, die im Bestimmungsort an den Namen Gérard/Gerhard und im Grundwort an mer (‚See‘) angeglichen wurde.
Die Geschichte des Orts ist eng mit der des Herzogtums Lothringen und der Abtei Remiremont verbunden.
1875 wurde in Gérardmer das erste Tourismusbüro Frankreichs eingerichtet. Seit dieser Zeit bezeichnet sich der Ort als „Perle der Vogesen“ und wurde als Ferienort auch für Pariser attraktiv, denn er erhielt Eisenbahnanschluss.
Unter dem Zweiten Weltkrieg litt Gérardmer besonders heftig. Der Ort wurde am 22. Juni 1940 und damit nur wenige Tage vor dem deutsch-französischen Waffenstillstand von der deutschen Wehrmacht eingenommen. Am 17. November 1944 setzten die vor den heranrückenden Franzosen flüchtenden deutschen Verbände den Ort in Brand und sprengten Versorgungseinrichtungen für Wasser und Elektrizität, um den nachfolgenden Feindtruppen das Vorwärtskommen zu erschweren. Als am 19. November die ersten französischen Einheiten einrückten, war die Stadt zu 85 % zerstört. Der verantwortliche deutsche General Hermann Balck wurde 1950 in Abwesenheit durch das Pariser Militärgericht zu 20 Jahren Zwangsarbeit verurteilt, musste seine Strafe jedoch nie antreten.
Neben Balck waren auch der ehemalige Kommandierende General der IV. Luftwaffenfeldkorps, General Erich Petersen, der ehemalige Oberbefehlshaber der 19. Armee, General der Infanterie Friedrich Wiese, und der ehemalige Kommandeur der 198. Infanterie-Division, Generalmajor Otto Schiel, angeklagt, Schiel für die Zerstörung von Gérardmer. Wiese wurde freigesprochen. Petersen und Schiel wurde vom französischen Gericht wegen Kriegsverbrechen schuldig gesprochen. Aufgrund einer französischen Verordnung von 1944 mussten aber beide die Strafe doch nicht antreten.
Bevölkerungsentwicklung
| Jahr      | 1962 | 1968 | 1975 | 1982 | 1990 | 1999 | 2010 | 2020 |
| Einwohner | 8970 | 9326 | 9471 | 9106 | 8951 | 8830 | 8755 | 7822 |

## Wirtschaft
Die wichtigste Industrie ist aufgrund des Waldreichtums die Holzverarbeitung (Sägereien, Möbelfabrikation, Häuserbau). Daneben spielt auch der Tourismus eine bedeutende Rolle (u. a. gibt es hier ein Spielcasino). In der Stadt gibt es sehr viele Hotels und im Sommer wie im Winter ist die Zahl der Touristen im Vergleich zur Zahl der Einwohner beachtlich.
Gérardmer ist die wichtigste Textilstadt Frankreichs für Haushaltswäsche und verfügt über mehrere Textilfabriken (Linvosges, Leinwand, Jacquardweberei, Konfektion, Le Jacquard Français, Garnier-Thiébaut, Etablissement François Hans, Haushaltswäsche), die für die Qualität ihrer Herstellung und ganz besonders für ihre Bleiche bekannt sind.

## Verkehr
Gérardmer besaß drei Kopfbahnhöfe:

Links das Empfangsgebäude der EST, rechts ein Zug der Bahn nach Retournemer, vor 1914

- den Endbahnhof der normalspurigen Bahnstrecke Laveline-devant-Bruyères–Gérardmer der Compagnie des Chemins de fer de l’Est (EST),
- den der schmalspurigen Bahnstrecke Remiremont–Gérardmer und
- den der ebenfalls schmalspurigen Bahn nach Retournemer, Le Schlucht und Le Hohneck.

Alle diese Strecken sind heute stillgelegt.

## Kultur
Seit 1994 findet jährlich das Festival international du film fantastique statt.

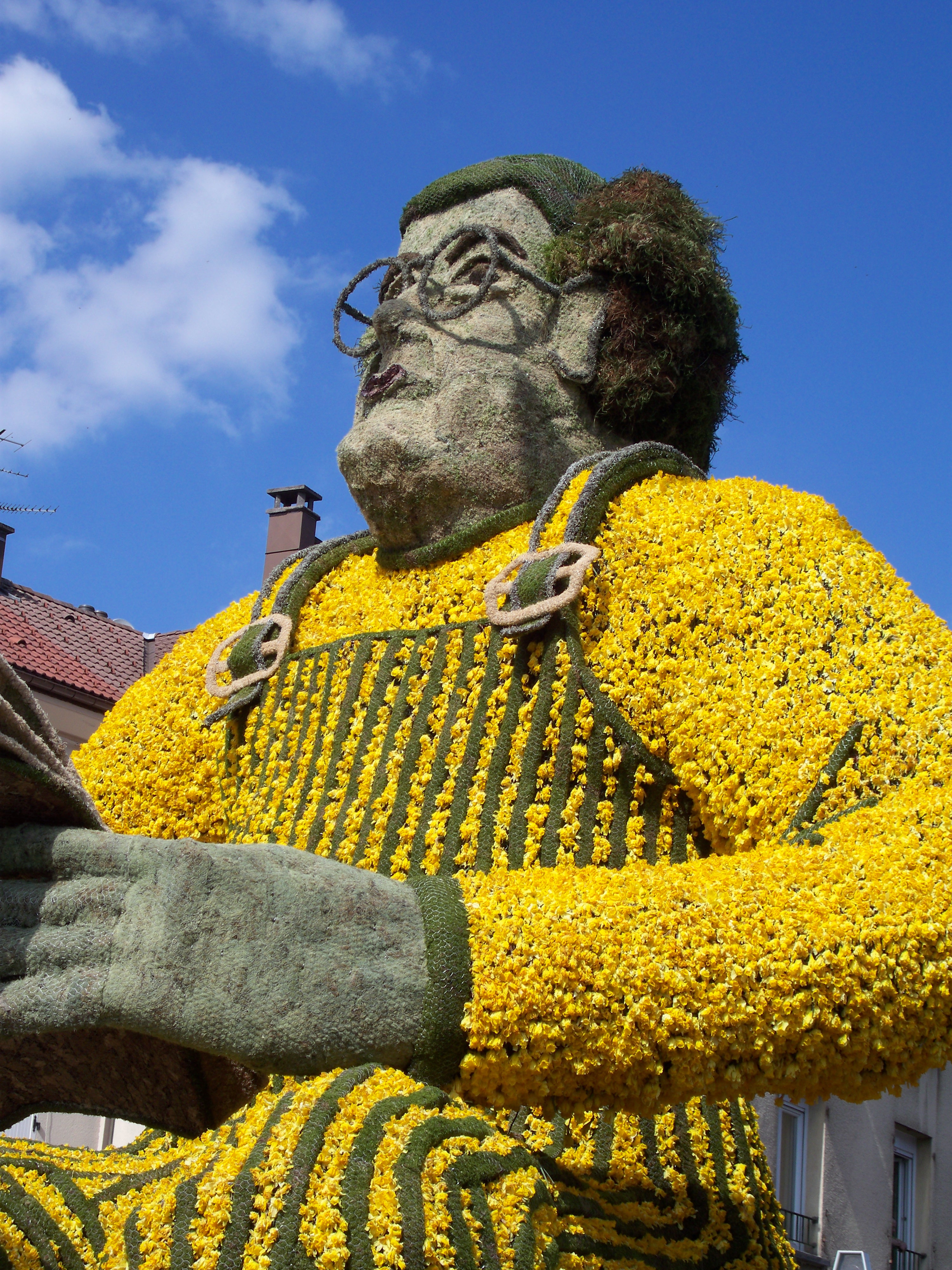
Skulptur aus Narzissen zur Darstellung von Coluche, Narzissenfest 2011

Alle zwei Jahre findet im April, zur Zeit der Narzissenblüte das Narzissenfest statt. Die Einwohner pflücken tausende Narzissen, die rund um den Ort wild blühen und dekorieren aus den gelben Blüten und grünem Moos Figuren auf Wagen, die dann in einem Korso durch die Stadt fahren.

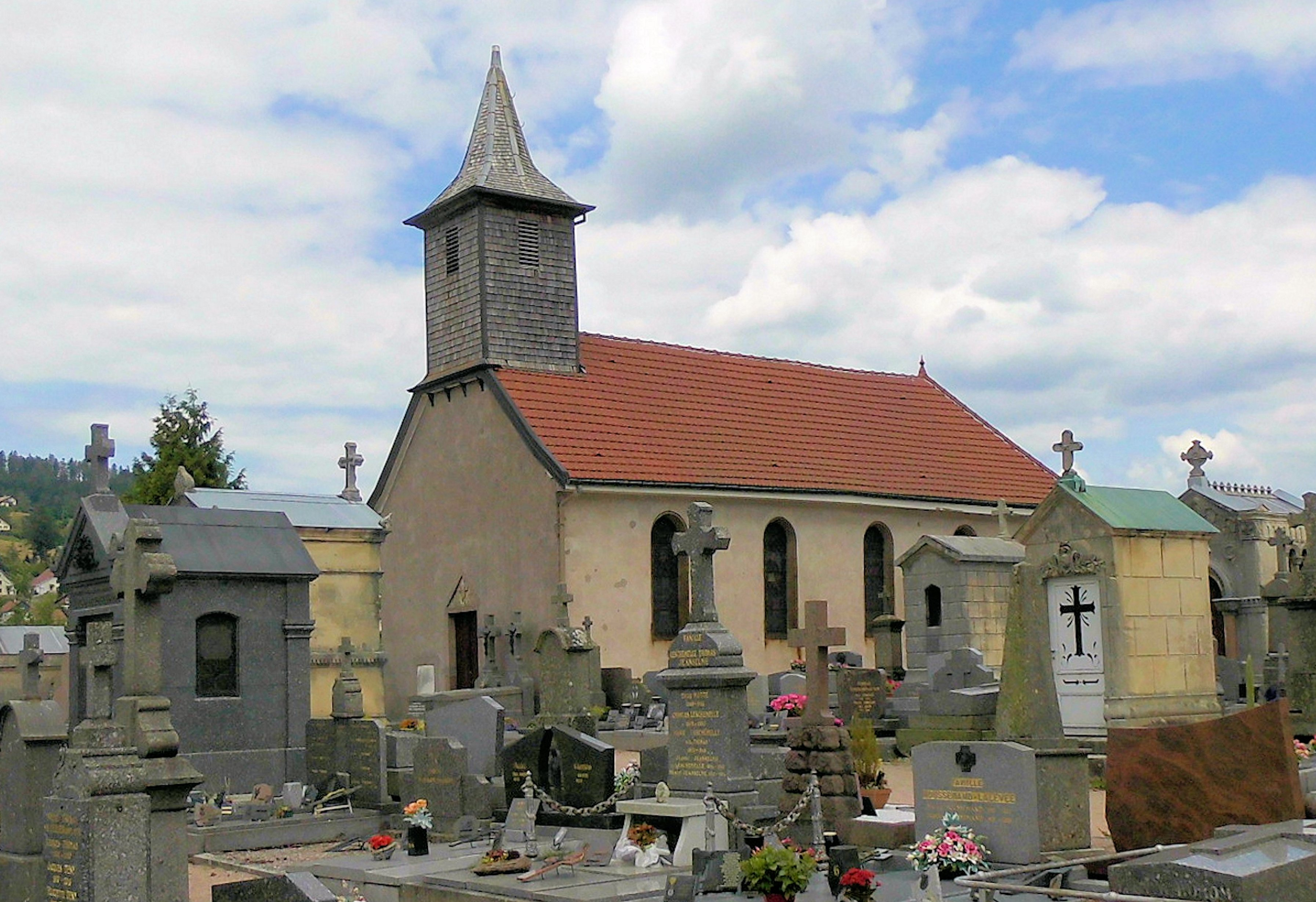
Friedhofskapelle
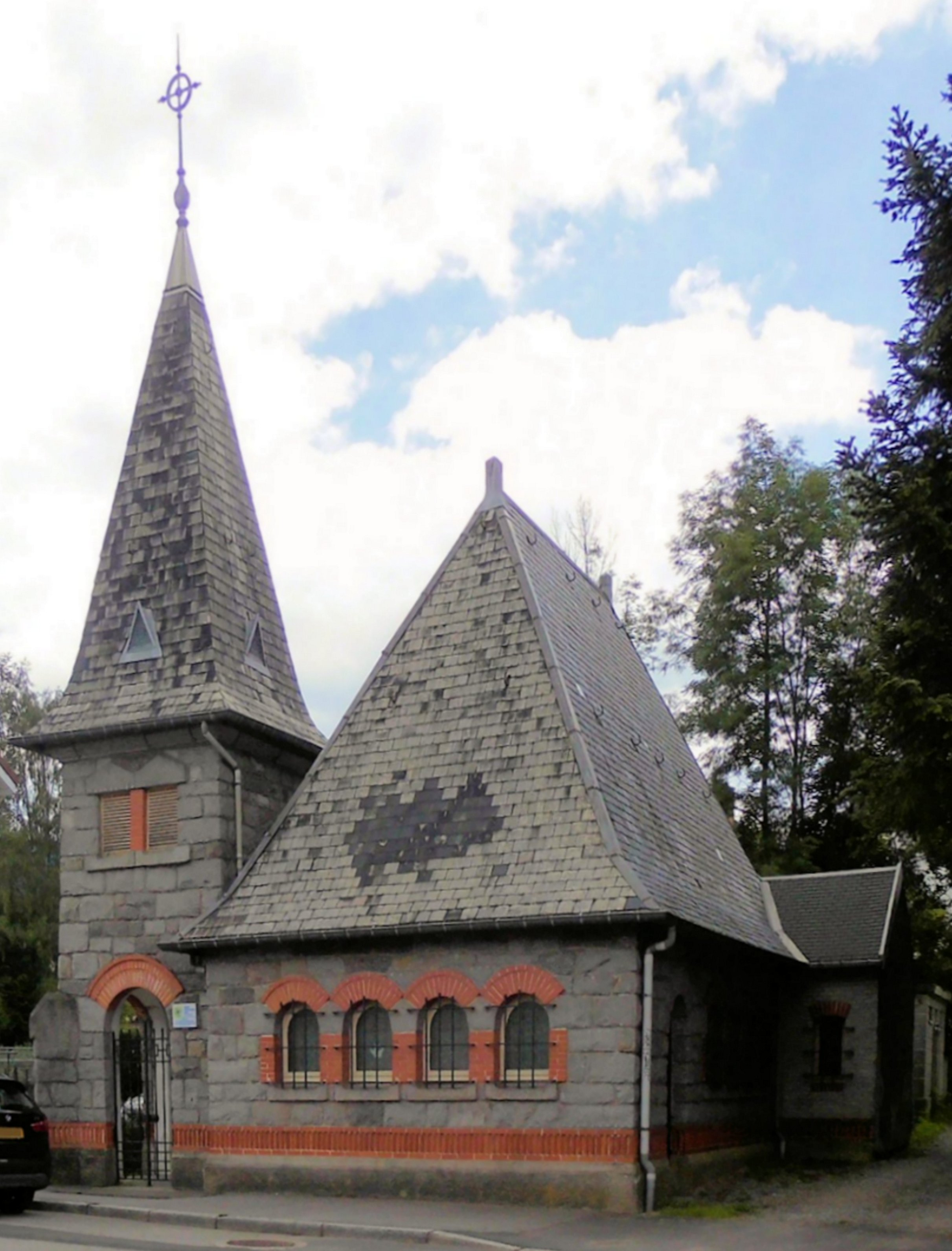
Reformierte Kirche Gérardmer

## Städtepartnerschaften
Gérardmer pflegt Partnerschaften mit:
- Le Locle in der Schweiz
- Waremme in Belgien

## Persönlichkeiten
- Charles Théodore Colet (1806–1883), Erzbischof von Tours
- Camille Médy (1902–1989), Skilangläufer
- André Gegout (1904–1976), Eisschnellläufer
- Édward Gardère (1909–1997), Fechter
- André Gardère (1913–1977), Fechter
- Philippe Baradel (1938–2009), Skilangläufer
- Patrick Rémy (* 1965), Skilangläufer
- Mathieu Martinez (* 1982), Nordischer Kombinierer
- Maxime Laheurte (* 1985), Nordischer Kombinierer